# إدارة تطوير اللغة الوطنية

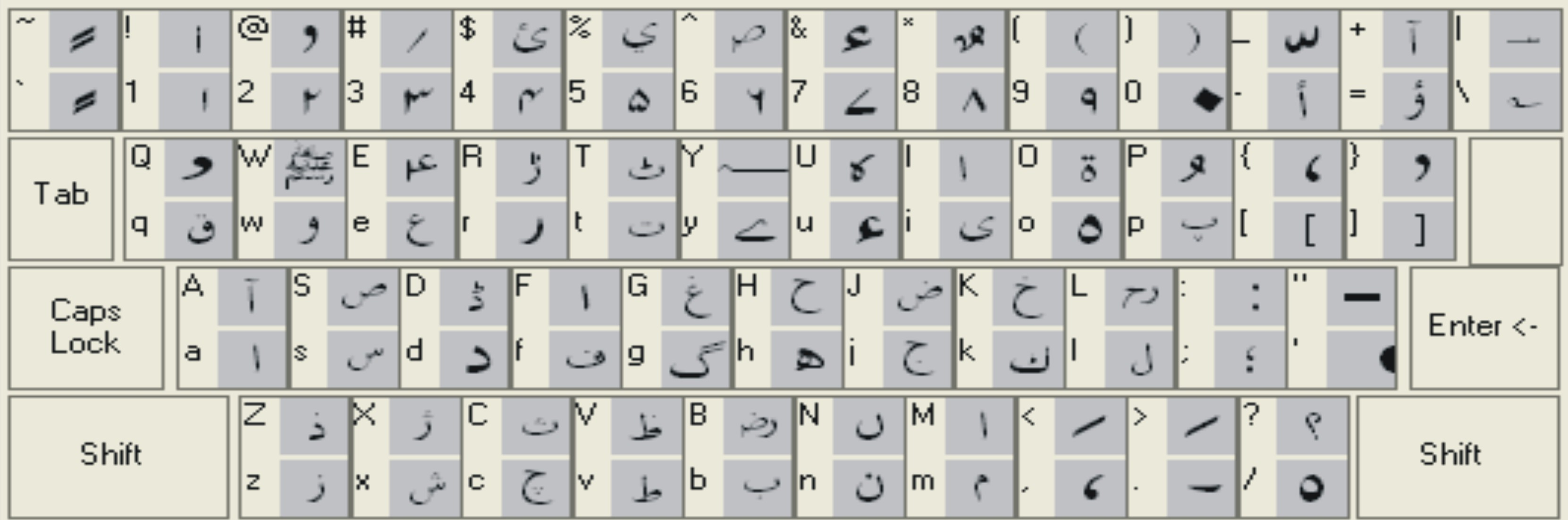
ظهور حروف لغة الأردية على لوحة التحكم لنظام الحاسوب

إدارة تطوير اللغة الوطنية في باكستان (بالأردية:اِدارۀ فروغِ قومی زُبان)، هي مجمع لحفظ اللغة الأوردية والتفاعل مع التقنية الحديثة كأجهزة الحاسوب وغيرها، أسست سنة 1979، وتقع مقرها في العاصمة الباكستانية إسلام آباد.

## المواقع الخارجية
- الموقع الرسمي
 (بالأوردية)
- Urdu Wikipedia
- Urdu COMPUTING Magazine
- Download editable and offline dictionaries: urdu, english, roman urdu, persian, roman hindi